# Малта на Европском првенству у атлетици на отвореном 2016.
Малта је учествовала на 23. Европском првенству 2016. одржаном у Амстердаму, Холандија, од 6. до 19. јулa. Ово је било четрнаесто европско првенство у атлетици на отвореном на којем је Малта учествовала. Репрезентацију Малте представљало је двоје спортиста, који се такмичили у две спринтерске дисциплине.
На овом Првенству представници Малте нису освојили ниедну медаљу, нити су оборили неки рекорд.

## Учесници
| Мушкарци: - Кевин Мур — 100 м | Жене: - Шарлот Вингфилд — 100 м и 200 м |  |

## Резултати

### Мушкарци
| Атлетичар | Дисциплина | Лични рекорд | Квалификације     | Квалификације     | Полуфинале        | Полуфинале        | Финале            | Финале            | Детаљи |
| Атлетичар | Дисциплина | Лични рекорд | Резултат          | Место             | Резултат          | Место             | Резултат          | Место             | Детаљи |
| --------- | ---------- | ------------ | ----------------- | ----------------- | ----------------- | ----------------- | ----------------- | ----------------- | ------ |
| Кевин Мур | 100 м      | 10,49 НР     | ДИСК по чл. 162.7 | ДИСК по чл. 162.7 | ДИСК по чл. 162.7 | ДИСК по чл. 162.7 | ДИСК по чл. 162.7 | ДИСК по чл. 162.7 |        |

### Жене
| Атлетичарка     | Дисциплина | Лични рекорд | Квалификације | Квалификације | Полуфинале            | Полуфинале            | Финале                | Финале        | Детаљи |
| Атлетичарка     | Дисциплина | Лични рекорд | Резултат      | Место         | Резултат              | Место                 | Резултат              | Место         | Детаљи |
| --------------- | ---------- | ------------ | ------------- | ------------- | --------------------- | --------------------- | --------------------- | ------------- | ------ |
| Шарлот Вингфилд | 100 м      | 11,69 НР     | 11,90         | 8. у гр. 1    | Није се квалификовала | Није се квалификовала | Није се квалификовала | 30. / 30 (31) |        |
| Шарлот Вингфилд | 200 м      | 24,32        | 24,46         | 7. и гр. 3    | Није се квалификовала | Није се квалификовала | Није се квалификовала | 34. / 36      |        |